# ハルパリケ (衛星)
ハルパリケ（英語：Harpalyke、確定番号：Jupiter XXII) は、木星の第22衛星である。
2000年11月23日に、スコット・S・シェパードが率いるハワイ大学の観測チームによって発見され、S/2000 J 5 という仮符号が与えられた。発見が小惑星センターのサーキュラーで公表されたのは2001年1月5日である。観測にはハワイ大学の望遠鏡が用いられた。その後2002年10月22日に、ギリシャ神話のトラキア王女で戦士のハルパリュケーに因んで命名され、 Jupiter XXII という確定番号が与えられた。
ハルパリケの見かけの等級は22.2であり、アルベドを0.04と仮定した場合、ハルパリケの直径はおよそ 4.4 km と推定される。また、密度を 2.6 g/cm3 と仮定した場合、質量はおよそ 1.2 ×1014 kg と推定される。ハルパリケは、木星から1930万kmと2270万kmの間の距離を逆行軌道で公転し、軌道傾斜角が 150° 前後の不規則衛星のグループであるアナンケ群に属している。
2002年に北欧光学望遠鏡を用いてハルパリケの観測が行われ、色指数が V-R=0.43、V-I=0.62、表面は灰色でC型小惑星と類似していることが分かった(ただし暗い天体のため B-V の値の決定はできなかった)。これは同じアナンケ群に属するプラクシディケやイオカステと似た特徴だが、グループで最も大きいアナンケは灰色にやや赤みがかった色をしており、異なる特徴を持つことが示唆されている。